# Admiration

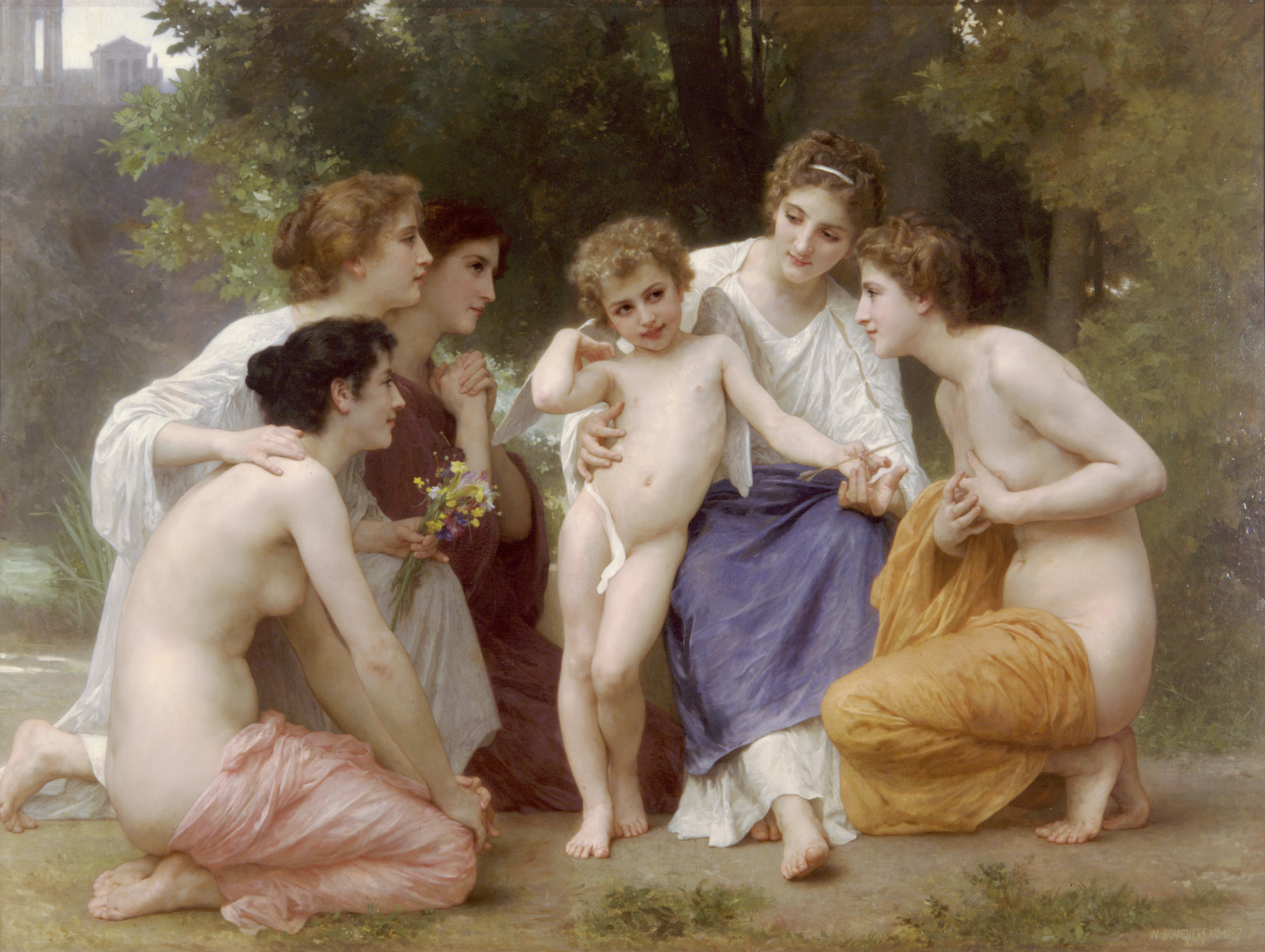
Admiration par William Bouguereau, 1897.

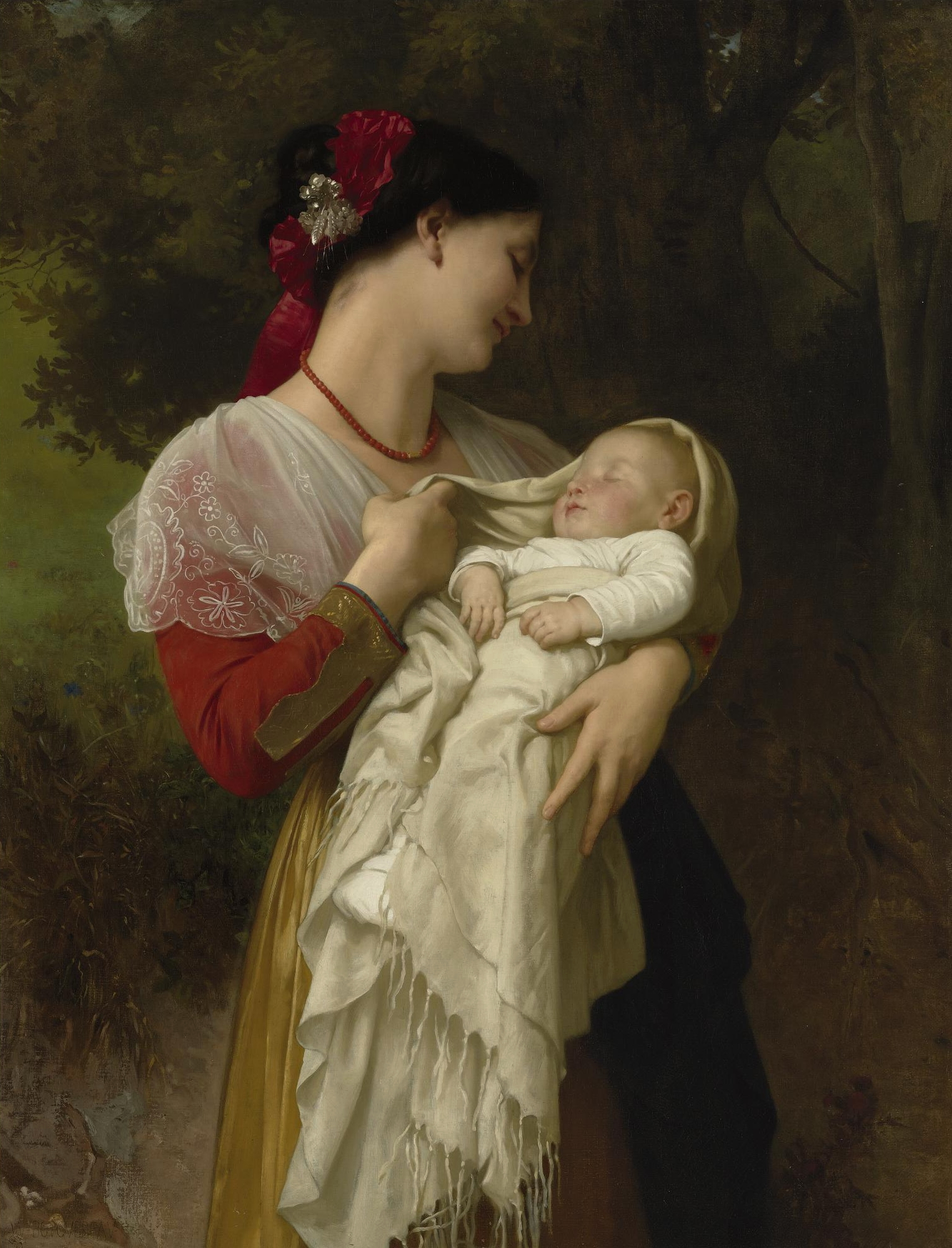
William Bouguereau (1825-1905) - Admiration maternelle (1869).

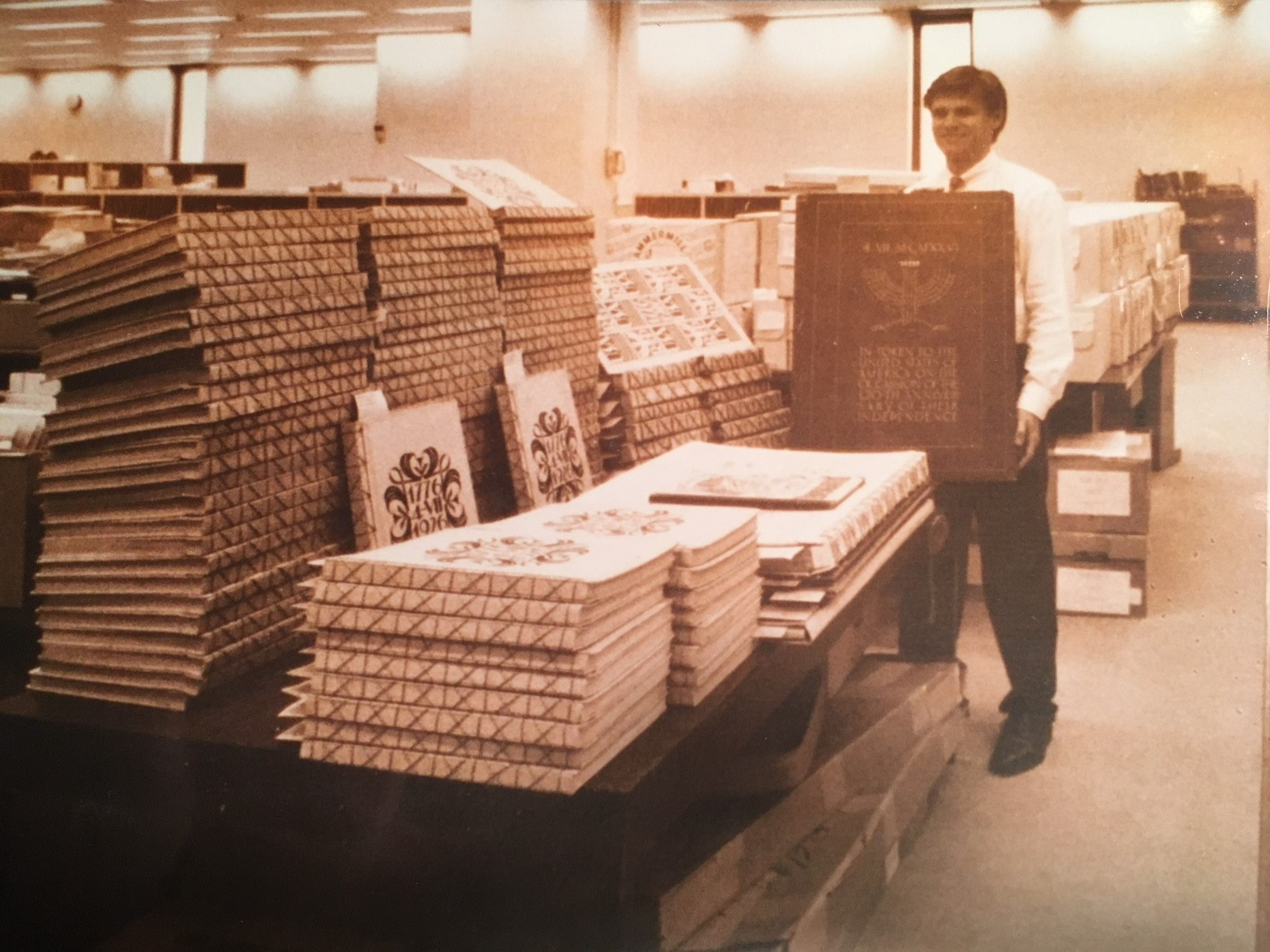
Collection (111 volumes) intitulée « Déclarations polonaises d'admiration et d'amitié pour les États-Unis », lors de sa (re)découverte par Zbigniew Kantorosinski dans la Division des manuscrits de la Bibliothèque du Congrès. La collection fut offerte à l'Amérique par la Pologne en 1926, à l'occasion du anniversaire de l'indépendance américaine.

L'admiration, différente de la fascination et de la dévotion qui sont des sentiments plus forts, est une forme de respect à une personne, un paysage, un objet,une expression artistique ou poétique, ou à un idéal.

## Rôle de l'admiration dans l'apprentissage et la pédagogie
Depuis des millénaires, de nombreux témoignages, essais et biographies ont montré l'importance qu'a eu l'admiration pour un mentor ou un professeur, considéré non comme un gourou, mais comme un tiers qui, à un moment de la vie, a poussé au développement d'une personnalité à se réaliser (« les professeurs que nous admirons sont souvent eux-mêmes des admirateurs, note Joëlle Zask (maîtresse de conférences en philosophie sociale et philosophe à l'université d'Aix-Marseille, membre de l'Institut universitaire de France). Ils développent les vertus d'attention, d'objectivité scientifique, de vigilance, d'étonnement et de curiosité qui sont impliquées par le fait d'admirer ».
Selon, dans son ouvrage Admirer. Éloge d'un sentiment qui nous fait grandir, l'admiration est un sentiment, une attitude qui « nous propulse hors de nous-mêmes sans nous affaiblir » et que nous devrions cultiver ; « Admirer, c'est aussi considérer avec une grande attention l'objet ou l'action qui nous frappe par son caractère extraordinaire, c'est par exemple reconnaître le mérite hors du commun que nous attribuons à une personne particulièrement courageuse ou virtuose, c'est aussi rechercher la parole du maître ou de la maîtresse que nous créditons du pouvoir de faire naître en nous une soif de savoir et de contribuer à l'étancher ».
L'école a, plus ou moins selon les époques, utilisé l'admiration comme outil d'édification de la nation (ou des fidèles dans le cas du pouvoir ou d'institutions religieux), et/ou comme moyen pédagogique et édifiant, notamment à l'époque des lumières où l'on enseignait à admirer des penseurs et philosophes, peintres, sculpteurs, architectes, orateurs, poètes, inventeurs, stratèges et penseurs antiques ou illustres, les héros et d'autres personnages édifiants, présentés comme modèles à imiter et dont s'inspirer. Le style epidictique (terme venant du grec epideiktikos, qui signifie « qui sert à montrer ») était apprécié. Le caractère glorieux de certains actes, œuvres, écrits, découvertes scientifiques, était valorisé dans les cursus d'enseignement pour susciter l'admiration. Selon Joelle Zask, ensuite, avec une montée du rationalisme, l'admiration a pour partie été chassée de l'école : « c'est ce que Tocqueville a appelé « la passion de l'égalité », avec son cortège de passions tristes, telles l'envie, la compétition, l'isolement, la défiance. Jusqu'à aujourd'hui, il n'est pas rare d'associer l'admiration à un sentiment qui nous diminue, générant une hiérarchie, des distinctions sociales, des inégalités. Admirer serait alors reconnaître son infériorité et se résoudre à marcher dans les pas d'un plus grand que soi, voire à s'identifier à son « héros » ». Selon J. Zask on peut apprendre à admirer (une attitude qui invite « à dissiper les malentendus autour de l'autorité ou à questionner la place de l'imitation en éducation », comme en témoignent depuis longtemps les philosophes, scientifiques, artistes ou inconnus croisés durant son enquête ; l'école pourrait et devrait encourager l'admiration, qui n'implique pas une relation d'obéissance docile, passive, verticale et descendante, telle que celle qui unirait un disciple obéissant à un gourou, un dogme ou une autorité supérieure, « abandonnant par là même sa faculté de réfléchir, sa réflexivité et son sens de la responsabilité ». Et c'est au maitre ou professeurs de « refuser autant que faire se peut les relations d'emprise qui mèneraient leurs élèves à une forme de sujétion ». Tel Socrate, il doit éviter que ses élèves perdent le « sens de la bonne distance » et que l'admirateur ne devienne pas flatteur (qui « vit aux dépens de celui qui l'écoute », rappelle la fable Le Corbeau et le Renard reprise des fabulistes de l'Antiquité (Esope, Phèdre) par Jean de La Fontaine).
L'admiration est une source de plaisir qui commence probablement dès les premiers jours de la vie (selon René Spitz). Elle est ensuite modulée par la maturation de la personnalité qui se fait plus critique avec l'âge et l'éducation.
Elle est à l'œuvre ou se réactive, parfois exacerbée, dans l'état amoureux, la vénération religieuse, l'idéalisation du gourou, des stars, des influenceurs ou de chefs hiérarchiques dont on tend à mimer les gestes, attitudes et les discours, ce qui peut enfermer la personne dans une « relation leader-suiveur, l'absolutisme de la vérité incontestable, le slogan non discutable, le dispositif « à prendre ou à laisser » » sans que l'« admirateur » ait pu se forger sa propre expérience – « expérience qui est la source principale de leurs connaissances ».
Il se pourrait que l'admiration soit à l'origine de ce que l'iconographie appelle auréole (Cf. l'aurea).